# Alan Shepherd
Alan Shepherd (Appleby-in-Westmorland, 28 settembre 1935 – 16 luglio 2007) è stato un pilota motociclistico britannico.

## Carriera

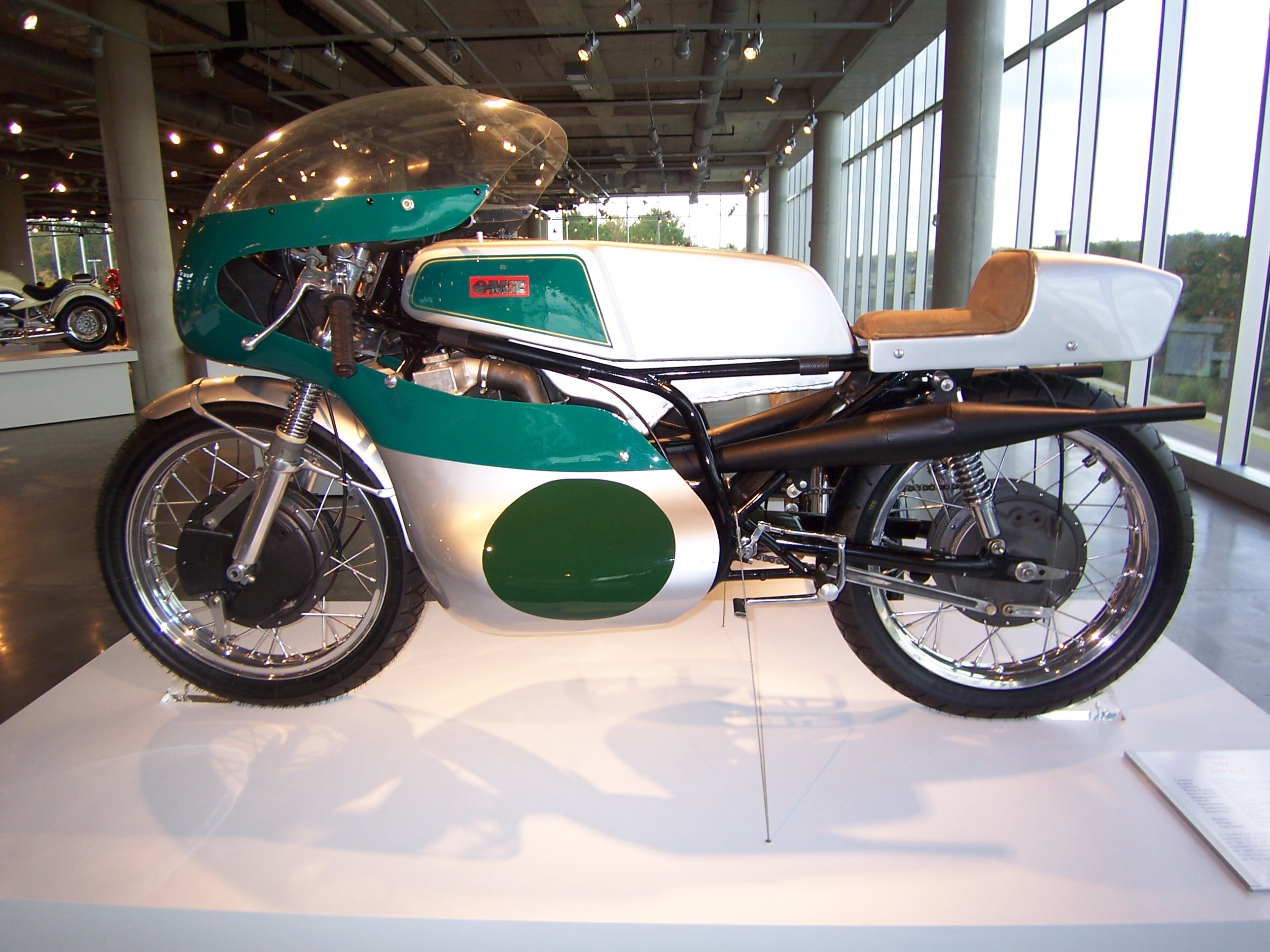
Una delle moto che ha guidato

Esordì nelle competizioni nel 1955, facendosi notare allo Junior Clubman TT 1956, terminato al terzo posto con una Norton International 350.
Nella stagione 1959 fu in squadra con Tommy Robb e Ron Langston nel team di Geoff Monty in sella a Norton 350/500, AJS 350, Matchless 500 e GMS 250, con il quale fece il suo esordio nel motomondiale in occasione del Tourist Trophy.
In occasione del GP dell'Ulster 1960 della 350 Shepherd con la sua AJS riuscì a tenere testa alle MV Agusta 4 cilindri di John Surtees e John Hartle ottenendo il record sul giro a 95,42 miglia orarie prima di un cedimento meccanico: Nello Pagani (DS MV) chiese una verifica della monocilindrica di Shepherd, credendo che fosse una 500 (ma risultò tutto regolare).
Nel motomondiale 1961 fu ingaggiato dalla MZ per correre in 125 e 250; nella 350 corse invece con la AJS. I migliori risultati vennero dalla classe minore con due podi.
Nel 1962 registrò la sua prima vittoria nella Classe 500, guidando nuovamente una Matchless in occasione del GP di Finlandia e, al termine della stagione si classificò al secondo posto assoluto, preceduto solamente dal connazionale Mike Hailwood. Tra l'altro la stessa classifica si ripeté l'anno successivo; contemporaneamente Shepherd continuò a gareggiare anche nelle cilindrate minori in sella alle MZ e, pur non conseguendo successi, concluse la stagione con 8 piazzamenti sul podio tra le varie classi.
Il motomondiale 1964 fu l'ultimo disputato e, avendo comunque rinunciato a competere nella Classe 500, si registrò il suo secondo successo in un Gran Premio, nella classe 250 e in occasione del GP degli Stati Uniti, ottenuta nonostante innumerevoli difficoltà: Shepherd dovette andare a ritirare la moto nella DDR con il suo furgone, in quanto non erano stati concessi i visti al team MZ, e rientrare in Inghilterra per prendere l'aereo per Daytona (dormendo solo un'ora); arrivato in America ebbe problemi di carburazione, che riuscì a risolvere con una telefonata a Walter Kaaden (capo del reparto corse MZ) da cui ottenne i consigli per regolare i carburatori e vincere.
Oltre ai successi nelle gare del campionato mondiale, sono rimarchevoli anche le tre vittorie alla classica North West 200.
A fine 1964 ottenne un contratto da pilota ufficiale con la Honda, ma durante alcune prove a Suzuka perse il controllo della sua moto: trasferito in ospedale con gravi ferite alla testa fu costretto a ritirarsi dalle corse.
Nel 2001 ebbe un infarto che lo costrinse sulla sedia a rotelle; si spense il 16 luglio 2007 dopo una lunga malattia.

## Risultati nel motomondiale

### Classe 125
| 1961 | Classe | Moto |   |   |   |     |   |   |   |   |   |   |   |  | Punti | Pos. |
| ---- | ------ | ---- | - | - | - | --- | - | - | - | - | - | - | - |  | ----- | ---- |
| 1961 | 125    | MZ   | - | 2 | - | Rit | 3 | 5 | - | - | 8 | - | - |  | 12    | 7º   |

| 1962 | Classe | Moto |   |   |   |   |   |   |   |   |   |   |   |  | Punti | Pos. |
| ---- | ------ | ---- | - | - | - | - | - | - | - | - | - | - | - |  | ----- | ---- |
| 1962 | 125    | MZ   | - | - | - | - | - | - | - | - | - | 3 | - |  | 4     | 13º  |

| 1963 | Classe | Moto |   |   |   |  |   |   |   |   |   |   |   |   | Punti | Pos. |
| ---- | ------ | ---- | - | - | - |  | - | - | - | - | - | - | - | - | ----- | ---- |
| 1963 | 125    | MZ   | - | 6 | - |  | - | - | - | 2 | 3 | - | - | - | 11    | 8º   |

| Legenda | 1º posto        | 2º posto            | 3º posto            | A punti      | Senza punti        | Grassetto – Pole position Corsivo – Giro più veloce |
| Legenda | Gara non valida | Non qual./Non part. | Ritirato/Non class. | Squalificato | '-' Dato non disp. | Grassetto – Pole position Corsivo – Giro più veloce |

### Classe 250
| 1961 | Classe | Moto |   |   |   |   |   |   |   |   |    |   |   |  | Punti | Pos. |
| ---- | ------ | ---- | - | - | - | - | - | - | - | - | -- | - | - |  | ----- | ---- |
| 1961 | 250    | MZ   | - | 5 | 7 | - | - | - | 5 | 5 | 10 | - | - |  | 6     | 11º  |

| 1962 | Classe | Moto      |   |   |     |   |   |   |   |   |   |    |   |  | Punti | Pos. |
| ---- | ------ | --------- | - | - | --- | - | - | - | - | - | - | -- | - |  | ----- | ---- |
| 1962 | 250    | Aermacchi | - | - | Rit | - | - | - | - | - | 7 | NE | - |  | 0     |      |

| 1963 | Classe | Moto |   |   |    |  |   |   |   |   |    |   |   |   | Punti | Pos. |
| ---- | ------ | ---- | - | - | -- |  | - | - | - | - | -- | - | - | - | ----- | ---- |
| 1963 | 250    | MZ   | - | - | NE |  | - | - | - | 2 | NE | 4 | - | - | 9     | 6º   |

| 1964 | Classe | Moto |   |   |   |   |   |   |   |   |   |    |   |   | Punti | Pos. |
| ---- | ------ | ---- | - | - | - | - | - | - | - | - | - | -- | - | - | ----- | ---- |
| 1964 | 250    | MZ   | 1 | - | - | 2 | - | 3 | - | - | 4 | NE | 5 | - | 23    | 3º   |

| Legenda | 1º posto        | 2º posto            | 3º posto            | A punti      | Senza punti        | Grassetto – Pole position Corsivo – Giro più veloce |
| Legenda | Gara non valida | Non qual./Non part. | Ritirato/Non class. | Squalificato | '-' Dato non disp. | Grassetto – Pole position Corsivo – Giro più veloce |

### Classe 350
| 1961 | Classe | Moto          |    |   |    |     |   |    |   |   |   |   |    |  | Punti | Pos. |
| ---- | ------ | ------------- | -- | - | -- | --- | - | -- | - | - | - | - | -- |  | ----- | ---- |
| 1961 | 350    | AJS e Bianchi | NE | - | NE | Rit | - | NE | - | 5 | 4 | - | NE |  | 5     | 10º  |

| 1962 | Classe | Moto     |    |    |    |   |    |    |   |   |   |   |    |  | Punti | Pos. |
| ---- | ------ | -------- | -- | -- | -- | - | -- | -- | - | - | - | - | -- |  | ----- | ---- |
| 1962 | 350    | AJS e MZ | NE | NE | 35 | 7 | NE | NE | 4 | - | - | 3 | NE |  | 7     | 6º   |

| 1963 | Classe | Moto |    |   |    |     |   |    |   |   |   |   |    |    | Punti | Pos. |
| ---- | ------ | ---- | -- | - | -- | --- | - | -- | - | - | - | - | -- | -- | ----- | ---- |
| 1963 | 350    | MZ   | NE | - | NE | Rit | - | NE | - | - | - | 2 | NE | NE | 6     | 6º   |

| 1964 | Classe | Moto |    |    |    |     |   |    |   |   |   |   |   |   | Punti | Pos. |
| ---- | ------ | ---- | -- | -- | -- | --- | - | -- | - | - | - | - | - | - | ----- | ---- |
| 1964 | 350    | MZ   | NE | NE | NE | Rit | - | NE | - | - | - | 4 | - | - | 3     | 13º  |

| Legenda | 1º posto        | 2º posto            | 3º posto            | A punti      | Senza punti        | Grassetto – Pole position Corsivo – Giro più veloce |
| Legenda | Gara non valida | Non qual./Non part. | Ritirato/Non class. | Squalificato | '-' Dato non disp. | Grassetto – Pole position Corsivo – Giro più veloce |

### Classe 500
| 1959 | Classe | Moto      |  |   |  |  |  |    |   |  |  |  |  |  | Punti | Pos. |
| ---- | ------ | --------- |  | - |  |  |  | -- | - |  |  |  |  |  | ----- | ---- |
| 1959 | 500    | Matchless |  | 7 |  |  |  | NE | 9 |  |  |  |  |  | 0     |      |

| 1960 | Classe | Moto      |  |     |  |  |  |   |  |  |  |  |  |  | Punti | Pos. |
| ---- | ------ | --------- |  | --- |  |  |  | - |  |  |  |  |  |  | ----- | ---- |
| 1960 | 500    | Matchless |  | Rit |  |  |  | 3 |  |  |  |  |  |  | 4     | 10º  |

| 1962 | Classe | Moto      |    |    |     |   |   |    |   |   |   |   |  |  | Punti | Pos. |
| ---- | ------ | --------- | -- | -- | --- | - | - | -- | - | - | - | - |  |  | ----- | ---- |
| 1962 | 500    | Matchless | NE | NE | Rit | 4 | 2 | NE | 2 | 2 | 9 | 1 |  |  | 29    | 2º   |

| 1963 | Classe | Moto      |    |    |    |     |   |   |   |   |   |  |     |    | Punti | Pos. |
| ---- | ------ | --------- | -- | -- | -- | --- | - | - | - | - | - |  | --- | -- | ----- | ---- |
| 1963 | 500    | Matchless | NE | NE | NE | Rit | 3 | 3 | 4 | 3 | 2 |  | Rit | NE | 21    | 2º   |

| Legenda | 1º posto        | 2º posto            | 3º posto            | A punti      | Senza punti        | Grassetto – Pole position Corsivo – Giro più veloce |
| Legenda | Gara non valida | Non qual./Non part. | Ritirato/Non class. | Squalificato | '-' Dato non disp. | Grassetto – Pole position Corsivo – Giro più veloce |